# Günter Mollowitz
Günter Georg Mollowitz (* 16. Januar 1920 in Königsberg i. Pr.; † 1. Februar 2011 in Duisburg) war ein deutscher Chirurg.

## Leben
Nach dem Abitur im preußischen Königsberg begann Günter Mollowitz 1940 an der Albertus-Universität Königsberg Medizin zu studieren. Als Soldat im Heer (Wehrmacht) war er 1942 an der Medizinischen Akademie Danzig. Nach zwei weiteren Jahren in Königsberg bestand er 1944/45 an der Ernst-Moritz-Arndt-Universität Greifswald das Notexamen. In den ersten drei Jahren der Nachkriegszeit schrieb er an der Christian-Albrechts-Universität zu Kiel seine Doktorarbeit über die von Gerhard Küntscher inaugurierte Marknagelung. 1948 wurde er zum Dr. med. promoviert. Nach vier Jahren als Volontärassistent war er 1952–1964 Assistent und Oberarzt bei Robert Wanke. 1957 habilitierte er sich. 1962 wurde er zum Chefarzt im Duisburger Johanniter-Krankenhaus Rheinhausen gewählt. Von der Kieler Universität wurde er 1963 nach sechs Jahren als Privatdozent zum außerplanmäigen Professor ernannt. 1967 ging er als Chefarzt der Chirugischen Abteilung an das Krankenhaus Bethanien in Moers. Er verfasste zahlreiche Fachaufsätze und bereicherte die Medizintechnik sowie das Gutachtenwesen. 1985 trat der in Duisburg-Rheinhausen lebende Mediziner in den Ruhestand.
Günter Mollwitz war evangelisch, ab 1952 mit Almuth Mollowitz, geborene Garlichs, verheiratet und hatte zwei Kinder (Wolfgang und Astrid).

## Veröffentlichungen (Auswahl)
- Methode zur fortlaufenden Registrierung der gesamten Galleausscheidung bei Menschen. 1956.
- Der Unfallmann. 1964.
- Kleine Krebs-Fibel. 1964.
- Das ärztliche Gutachten im Versicherungswesen. 1968.